# Borowa (powiat łódzki wschodni)
Borowa – wieś w Polsce położona w województwie łódzkim, w powiecie łódzkim wschodnim, w gminie Koluszki.
W latach 1954–1959 wieś należała i była siedzibą władz gromady Borowa, po jej zniesieniu w gromadzie Gałków Duży. W latach 1975–1998 miejscowość należała administracyjnie do województwa piotrkowskiego.